# 王胜俊
王胜俊（1946年10月15日—），安徽宿县人，中国共产黨、中华人民共和国法官及政治人物，原副国级领导人。中共第十五届中央纪律检查委员会委员，第十六、十七、十八届中央委员。曾任中共中央政法委员会秘书长，中华人民共和国最高人民法院院长、首席大法官，但无法律專業學位；曾被授予副总警监警衔。曾任第十二届全国人民代表大会常务委员会副委员长。

## 生平
1968年毕业于合肥师范学院（现安徽师范大学）历史系。后分配到安徽省六安县木厂铺农场当工人。此后，一直在安徽地方党政机关任职。1972年12月加入中国共产党。历任县委办公室副主任，地委宣传部干事、科长；1983年，升任中共六安地委副书记；一年后，攫升中共安徽省委常委、省经济体制改革领导小组常务副组长；1985年5月，出任省委常委、省政法委书记，1988年2月兼任安徽省公安厅厅长，同年11月兼任安徽省公安厅党委书记；并于1992年，被授予副总警监警衔。
1993年，王胜俊调中央，出任中共中央政法委员会副秘书长；五年后，晋升为秘书长，自此王胜俊成为时任中央政法委书记罗干的秘书长达十年。2008年，并非法律科班出身的王胜俊，已在中共政法系统任职长达15年，在肖扬卸任最高人民法院院长后，于当年3月召开的第十一届全国人大一次会议上，获任新一任最高人民法院院长、首席大法官。
2013年3月14日，王胜俊在十二届全国人大一次会议后卸任最高法院院长，由中共湖南省委书记周强接任，并随即当选第十二届全国人民代表大会常务委员会副委员长。
2018年3月17日，71岁的王胜俊在十三届全国人大一次会议后卸任全国人大常委会副委员长一职退休。

## 主张
当选最高人民法院院长仅一个月后，在对待死刑判决的问题上，王胜俊提出了三个量刑依据；即
“一、要以法律的规定为依据；二、要以治安总体状况为依据；三、要以社会和人民群众的感觉为依据。”
中国各大媒体纷纷以“最高法院长：群众感觉应作为是否判死刑依据之一”为标题，对此进行报道。从而也引发了，学者对中国司法审判的独立性以及量刑制度的思考和讨论。

## 資格質疑
王勝俊合肥師範學院歷史系畢業。與司法部部長吳愛英（2005-2017）一樣，王勝俊沒有法律專業學位，被民間稱為「中國首席大法盲」。